# Семенково Большое
Семенково Большое — деревня в Любимском районе Ярославской области.
С точки зрения административно-территориального устройства входит в состав Покровского сельского округа. С точки зрения муниципального устройства входит в состав Ермаковского сельского поселения.

## География
Деревня расположена на берегу реки Пенаус в 31 км на северо-запад от центра поселения деревни Ермаково и в 26 км на северо-восток от райцентра города Любим.

## История
Близ деревни на Спасском погосте в 1822 году была построена каменная Преображенская церковь; в ней было три престола: в настоящей холодной — Преображения Господня и в теплых приделах — во имя Знамения Божией Матери и св. чуд. Николая. 
В конце XIX — начале XX века деревня входила в состав Заобнорской волости (позже — центр Кулижской волости) Любимского уезда Ярославской губернии.
С 1929 года деревня являлась центром Семенковского сельсовета Любимского района, с 1954 года — в составе Покровского сельсовета, с 2005 года — в составе Ермаковского сельского поселения.

## Население
| 1859 | 1914 | 2002 | 2007 | 2010 |
| ---- | ---- | ---- | ---- | ---- |
| 77   | ↗112 | ↘1   | →1   | ↗2   |

## Достопримечательности
Близ деревни в урочище Спасское на Пеноузе расположена недействующая Церковь Спаса Преображения (1822).